# Augenbalken

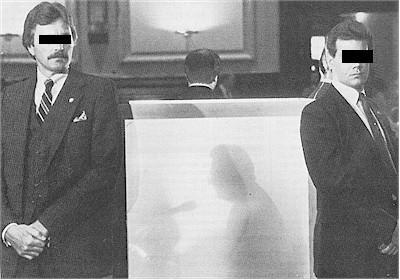
Personenschützer beim Zeugenschutz während einer Gerichtsverhandlung mit Augenbalken

Als Augenbalken bezeichnet man eine Form des Zensurbalkens, eine vor allem in Presseerzeugnissen übliche Anonymisierung, bei der eine bildlich dargestellte Person durch Einfügung eines meist schwarzen Balkens vor ihren Augen unkenntlich gemacht wird.
Man geht dabei davon aus, dass eine Identifizierung erschwert ist, wenn die Augenpartie nicht auf dem Bild erkennbar ist.
Aus der Sicht des deutschen Rechts am eigenen Bild gilt jedoch, dass eine Erkennbarkeit der Person, die sich auch durch begleitende Umstände ergeben kann, durch einen Augenbalken nicht notwendigerweise beseitigt wird. Wenn Freunde und Bekannte die Person trotzdem erkennen können, kann diese sich gegen die Veröffentlichung ihres Bilds wehren, wenngleich der Augenbalken die Wahrscheinlichkeit einer juristischen Auseinandersetzung erheblich reduziert.
Neben den Augenbalken erfährt die Verpixelung mittels eines Bildbearbeitungsprogramms seit den 2000er Jahren eine immer größere Verbreitung. Der Wiedererkennungswert eines verpixelten Gesichts ist in der Regel geringer, da keine scharf abgebildeten Gesichtspartien übrig bleiben, an deren Details jemand für Nahestehende noch erkennbar sein kann.